# Lac de Bassias
Le lac de Bassias ou lac de Couy-Sèque est un lac pyrénéen français situé administrativement dans la commune de Beaucens dans le département des Hautes-Pyrénées en région  Occitanie.
Le lac a une superficie de 2,5 ha pour une altitude de 2 070 m, il atteint une profondeur de 10 m.

## Toponymie
En occitan, bassia  est un terme utilisé pour remplacer le mot couma qui est une grande cuvette, un grand bassin.

## Géographie
Le lac de Bassias est un lac naturel d'altitude, perché à 2 070 mètres, dans le massif du Pic-du-Midi-de-Bigorre de la chaîne de montagnes des Pyrénées.

### Topographie
| Lac d'Isaby           | Lac d'Ourrec              |                      |
|                       | lac de Bassias            | Lac Bleu de Lesponne |
| Soum Arrouy (2 488 m) | Soum de Lascour (2 485 m) |                      |

## Protection environnementale
Le lac fait partie d'une zone naturelle protégée, classée ZNIEFF de type 2 : Bassin du haut Adour.

## Voies d'accès
- Suivre l'itinéraire d'accès du lac d'Ourrec.

- Au lac d'Ourrec, prendre au sud puis au sud-ouest et grimper une série de banquettes dans une montée assez âpre en suivant le déversoir du lac de Bassias. La côte est rude et il faut près d'une heure pour parvenir au lac de Bassias.

### Niveau
Moyen ; 3 h pour les confirmés, 3 h 30 pour les novices.
Carte IGN 1:50 000 Campan (feuille XVII-47)